# Hakor
Hakor (ili Akoris) je bio egipatski faraon od 393. do 380. pr. Kr. Hakor je svrgnuo Psamuta s prijestolja i sebe proglasio unukom Neferita I. (osnivača XXIX. dinastije) u cilju da opravda legitimitet svoje vlasti. Unatoč Hakorovoj vladavini od svega 13 godina, iz njegovog doba datiraju brojne monumentalne građevine i spomenici, a dao je obnoviti i brojne starije spomenike njegovih kraljevskih prethodnika.

## Vladavina
U početku vladavine Hakor je podigao ustanak protiv njegovog nadređenog, perzijskih velikog kralja Artakserksa II. u doba kada je vodio građanski rat protiv Kira Mlađeg. Godine 390. pr. Kr. Hakor je sklopio savez s Atenom i Evagorom, kraljem Salamine na Cipru. Zbog ovog trostrukog saveza Perzijsko Carstvo počelo je pomagati Spartu u Korintskom ratu, što je kasnije dovelo do Kraljevskog mira (387. pr. Kr.) kojeg su diktirali Perzijanci. Naime, perzijski vladar Artakserkso II. proglasio je svoj autoritet nad polisima u Maloj Aziji i na Cipru, dok je pristao na samostalnost kopnene Grčke ali pod uvjetom da ne napadaju perzijske satrapije. 
Nakon završetka Korintskog rata Perzijsko Carstvo krenulo je u obračun protiv Egipta, no Hakor je u savezništvu su atenskim generalom Habrijom nakon tri godine ratovanja (385. – 383. pr. Kr.) uspio odbaciti perzijski napad. Godine 380. pr. Kr. Hakor umire a nasljeđuje ga sin Neferit II., kojeg je nakon manje od godinu dana zbacio Nektanebo I. i time označio kraj XXIX., odnosno početak XXX. dinastije.

## Vanjske poveznice
- Hakor (Achoris), Livius.org, Jona Lendering  Arhivirana inačica izvorne stranice od 12. srpnja 2010. (Wayback Machine)
- Hakorova kapela u Luksoru (Looklex.com)  Arhivirana inačica izvorne stranice od 8. siječnja 2009. (Wayback Machine)
- Hakor (Achoris), enciklopedija Britannica
- Hakor - ime na hijeroglifima (Ancient-egypt.co.uk)